# Viola Peak
Der Viola Peak ist ein 1268 m hoher und markanter Berg auf Südgeorgien. Er ragt oberhalb der Diaz Cove aus einem Gebirgskamm südlich des Nowosilski-Gletschers sowie nördlich und westlich des Harmer-Gletschers auf.
Das UK Antarctic Place-Names Committee benannte ihn 2021 nach der 1906 als Trawler gebauten Viola, die ab 1927 unter dem Namen Diaz beginnend mit der Forschungsreise von Ludwig Kohl-Larsen als Unterstützung für diverse Expeditionen tätig war, bis sie 1965 mit der Schließung der Walfangstation in Grytviken dort aufgegeben wurde.